# 圣阿德里安
圣阿德里安（西班牙語：San Adrián）是西班牙纳瓦拉的一个市镇。总面积21平方公里，总人口5561人（2001年），人口密度265人/平方公里。